# Anh em nhà Sullivan

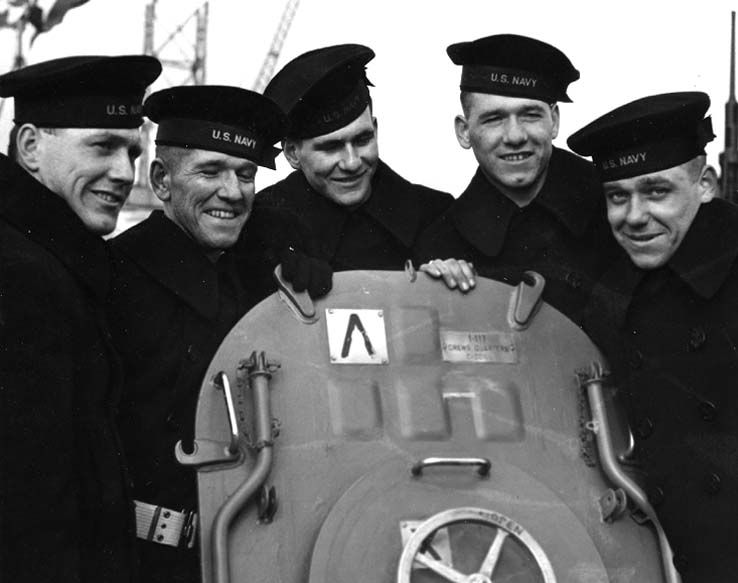
Anh em nhà Sullivan trên tàu Juneau; từ trái sang phải: Joseph, Francis, Albert, Madison và George Sullivan

Anh em nhà Sullian là năm anh em ruột đến từ Waterloo, Iowa, Hoa Kỳ cùng phục vụ trong Hải quân Hoa Kỳ và chết trận trong cùng một thời gian và thời điểm trong Thế Chiến thứ II khi tàu của họ, chiếc USS Juneau (CL-52) chìm vì một tàu ngầm Hải quân Nhật Bản bắn chìm ngày 13 tháng 12 năm 1942. Cái chết của họ đã trực tiếp khiến cho Bộ Quốc phòng Hoa Kỳ đề ra luật Người sống sót duy nhất (Sole Survivor Policy, quy định về việc không để các thành viên trong một gia đình cùng phục vụ trong một nhóm quá gần nhau và thành viên còn sống trong một gia đình đã có thành viên khác chết trận phải được bảo vệ an toàn). Họ gồm:
- George Thomas Sullivan, tuổi 27 (sinh 14 tháng 12 năm 1914), Pháo thủ Nhị Cấp (George được thăng cấp tháng 5 năm 1941 từ Pháo thủ cấp Ba)
- Francis "Frank" Henry Sullivan, tuổi 26 (sinh 18 tháng 2 năm 1916), Lái Tàu (Frank được thăng cấp tháng 5 năm 1941 từ Thủy thủ Cấp Một)
- Joseph "Joe" Eugene Sullivan, tuổi 24 (sinh 28 tháng 8 năm 1918), Thủy thủ Cấp Hai
- Madison "Matt" Abel Sullivan, tuổi 23 (sinh 8 tháng 12 năm 1919), Thủy thủ Cấp Hai
- Albert "Al" Leo Sulliva